# 杰克·德鲁蒙
杰克·德鲁蒙爵士（英語：Sir Jack Cecil Drummond，1891年1月12日—1952年8月5日）是一位英国生物化学家，命名了多种维生素，1944年当选皇家学会会士。